# Чад Стагелські
Чад Стагелські (англ. Chad Stahelski; нар. 20 вересня 1968, Палмер, Массачусетс, США) — американський режисер і каскадер, відомий роботою над серією фільмів «Джон Вік».

## Життєпис та кар'єра
У 1994 році Стагелські брав участь у зйомках фільму Алекса Пройаса «Ворон». Після загибелі виконавця головної ролі Брендона Лі на знімальному майданчику, Стахелськи, який був його дублером, зіграв роль Еріка Дрейвена в кількох сценах (при цьому за допомогою спецефектів на Стахелськи було накладено обличчя Брендона Лі). Стахельський був другом Брендона Лі в Академії Іносанто. Після смерті Лі його наречена Еліза Хаттон, і його мати підтримали рішення режисера Алекса Прояса про завершення фільму. На час смерті Лі залишилося лише вісім днів до завершення фільму. Більшість фільму вже була знята з Лі, і залишилося тільки кілька сцен.
У 1999, завдяки зовнішній подібності з Кіану Рівзом став його дублером в фільмі «Матриця» і сиквелах. В 2005 був дублером Хьюго Вівінга у бойовику «V — значить вендета», в сцені де V йде з концтабору крізь вогонь. На тіло Стахелськи був нанесений спеціальний вогнетривкий гель.
У 2014 Чад Стагелські знову працював у парі з Рівзом, цього разу як режисер — Стахелськи зняв екшен-трилер за сценарієм Дерека Колстада під назвою «Джон Вік», що зібрав у світовому прокаті 88 мільйонів доларів. Кіану Рівз зіграв головну роль кілера. В 2017 вийшло продовження «Джон Вік 2», Стахелськи знову сів у режисерське крісло. У тому ж році було оголошено, що він стане режисером перезапуску фільму «Горець», планується випустити трилогію.
У січні 2018 він розпочав зйомки «Джон Вік 3».

## Фільмографія

### Режисер, продюсер
| Рік  | Українська назва | Оригінальна назва       | Режисер | Продюсер   |
| ---- | ---------------- | ----------------------- | ------- | ---------- |
| 2014 | Джон Вік         | John Wick               | Так     | Ні         |
| 2017 | Джон Вік 2       | John Wick: Chapter 2    | Так     | Ні         |
| 2019 | Джон Вік 3       | John Wick 3: Parabellum | Так     | Виконавчий |
| 2020 | Синці            | Bruised                 | Ні      | Виконавчий |
| 2022 | Денна зміна      | Day Shift               | Ні      | Так        |
| 2023 | Джон Вік 4       | John Wick: Chapter 4    | Так     | Так        |
| 2025 | Балерина         | Ballerina               | Ні      | Так        |
| TBA  |                  | Ghost of Tsushima       | Так     | Так        |
| TBA  |                  | Highlander              | Так     | Так        |

### Актор
| Рік  | Назва                        | Оригінальна назва        | Роль                                   |
| ---- | ---------------------------- | ------------------------ | -------------------------------------- |
| 1992 | Місія правосуддя             | Mission of Justice       | боєць                                  |
| 1994 | Гонконг 97                   | Hong Kong 97             | Леонг                                  |
| 1995 | Злючка                       | Spitfire                 | Вайт                                   |
| 1995 | Людина проти кіборга         | Heatseeker               | майстер бойових мистецтв               |
| 1995 | Немезида 2: Туманність       | Nemesis 2: Nebula        | Небула                                 |
| 1996 | Немезида 3: Важка здобич     | Nemesis III: Prey Harder | Небула                                 |
| 1996 | Кривавий спорт 2             | Bloodsport II            | боєць                                  |
| 1996 | Кривавий спорт 3             | Bloodsport III           | Макс Омега                             |
| 1998 | Баффі — винищувачка вампірів | Buffy the Vampire Slayer | Кулак (епізод "Homecoming")            |
| 2002 |                              | Kung Pow! Enter the Fist | боєць у масці                          |
| 2005 | Костянтин                    | Constantine              | демон у лікарні                        |
| 2005 | V — значить вендета          | V for Vendetta           | Сторм Саксон                           |
| 2007 | Міцний горішок 4.0           | Live Free or Die Hard    | терорист                               |
| 2011 | Механік                      | The Mechanic             | тілоохоронець (в титрах не зазначений) |
| 2021 | Матриця: Воскресіння         | The Matrix Resurrections | Чед                                    |

### Каскадер, координатор трюків
| Рік  | Назва                        | Оригінальна назва             | Примітка                                                      |
| ---- | ---------------------------- | ----------------------------- | ------------------------------------------------------------- |
| 1993 | Вибий мізки: Історія кохання | Brain Smasher... A Love Story |                                                               |
| 1993 | Лицарі                       | Knights                       |                                                               |
| 1994 | Ворон                        | The Crow                      | дублер Брендона Лі; замінив у деяких сценах після його смерті |
| 1995 | Кулак Північної Зірки        | Fist of the North Star        |                                                               |
| 1996 | Кривавий спорт 3             | Bloodsport III                |                                                               |
| 1996 | Втеча з Лос-Анджелеса        | Escape from L.A.              |                                                               |
| 1997 | Один против якудза           | True Vengeance                |                                                               |
| 1997 | Бін                          | Bean                          |                                                               |
| 1997 | Капітан Оргазмо              | Orgazmo                       |                                                               |
| 1997 | Чужий: Воскресіння           | Alien: Resurrection           |                                                               |
| 1998 | Відскок                      | Recoil                        |                                                               |
| 1998 | Майже герої                  | Almost Heroes                 |                                                               |
| 1998 | Лос-Анджелес без карти       | L.A. Without a Map            |                                                               |
| 1999 | Мій улюблений марсіанин      | My Favorite Martian           |                                                               |
| 1999 | 8 міліметрів                 | 8mm                           |                                                               |
| 1999 | Матриця                      | The Matrix                    |                                                               |
| 1999 | Дикий, дикий Вест            | Wild Wild West                |                                                               |
| 1999 | Ангел                        | Angel                         | дублер Девіда Бореаназа у декількох епізодах                  |
| 2000 | На шматочки                  | Picking Up the Pieces         |                                                               |
| 2000 | Дублери                      | The Replacements              |                                                               |
| 2000 | Прощайся с завтра            | Kiss Tomorrow Goodbye         |                                                               |
| 2000 | Дар                          | The Gift                      |                                                               |
| 2001 | Березневі коти               | Tomcats                       |                                                               |
| 2001 | Привиди Марса                | Ghosts of Mars                |                                                               |
| 2001 | Рок-зірка                    | Rock Star                     |                                                               |
| 2001 | Спецагент Коркі Романо       | Corky Romano                  |                                                               |
| 2002 | Кунг-По                      | Kung Pow! Enter the Fist      |                                                               |